# Pak 43 de 8,8 cm
El Pak 43 (Panzerabwehrkanone 43) literalment traduït de l'alemany com "canó defensiu antiblindats 43" va ser un canó antitancs i antiaeri desenvolupat per l'empresa Krupp per a competir amb el canó antiaeri Flak 41 (també de 88 mm) fabricat per l'empresa Rheinmetall, ambdós van ser usats per l'exèrcit alemany durant la segona guerra mundial. El Pak 43 va ser l'arma antitancs més efectiva de la Wehrmacht. El Pak 43 va ser una arma valuosa, ja que podia travessar el blindatge de molts vehicles blindats aliats, fins i tot el blindatge del Tanc Ióssif Stalin o el del Pershing M-26 nord-americà.

## Altres versions del Pak 43
La versió principal del Pak 43, es basava en un sistema de repòs del canó sobre un eix recolzat en un peu amb forma de creu grega. Aquest sistema permetia al canó efectuar una rotació completa, és a dir de 360 graus. La producció d'aquest model, era bastant cara i lenta, per això es va decidir simplificar la producció muntants els canons damunt de dispositius a dues rodes donant lloc al Pak 43/41 que va resultar tan efectiu com el Pak 43 inicial.
Els canons que formaven els Pak 43 i les seves posteriors versions, van servir com a canons principals de diversos tancs alemanys com ara el Tiger II, el Jadgpanther, el Nashorn o el Ferdinand. Alguns Tiger II es van armar amb el Pak 44 (canó de 128 mm) tot i que mai van entrar en servei.

## Munició i capacitat de penetració

### PzGr. 39/43 APCBC-HE
- Tipus: Cartutx anti-blindatge amb coberta balística i explosiu d'alta potència
- Pes del projectil: 10,4 kg
- Velocitat de sortida del projectil: 1.000 m/s

|         | Probabilitat d'impacte en un objectiu de 2,5 x 2 metres | Probabilitat d'impacte en un objectiu de 2,5 x 2 metres | Probabilitat d'impacte en un objectiu de 2,5 x 2 metres |
| Abast   | Penetració                                              | en entrenament                                          | en combat                                               |
| ------- | ------------------------------------------------------- | ------------------------------------------------------- | ------------------------------------------------------- |
| 100 m   | 202 mm                                                  | 100%                                                    | 100%                                                    |
| 500 m   | 185 mm                                                  | 100%                                                    | 100%                                                    |
| 1.000 m | 165 mm                                                  | 100%                                                    | 85%                                                     |
| 1.500 m | 148 mm                                                  | 95%                                                     | 61%                                                     |
| 2.000 m | 132 mm                                                  | 85%                                                     | 43%                                                     |
| 2.500 m | n/a                                                     | 74%                                                     | 30%                                                     |
| 3.000 m | n/a                                                     | 61%                                                     | 23%                                                     |
| 3.500 m | n/a                                                     | 51%                                                     | 17%                                                     |
| 4.000 m | n/a                                                     | 42%                                                     | 13%                                                     |

### PzGr. 40/43 APCR
- Tipus: Cartutx anti-blindatge amb projectil massís
- Pes del projectil: 7,3 kg
- Velocitat de sortida del projectil: 1.130 m/s

|         | Probabilitat d'impacte en un objectiu de 2,5 m x 2 m | Probabilitat d'impacte en un objectiu de 2,5 m x 2 m | Probabilitat d'impacte en un objectiu de 2,5 m x 2 m |
| Abast   | Penetració                                           | en entrenament                                       | en combat                                            |
| ------- | ---------------------------------------------------- | ---------------------------------------------------- | ---------------------------------------------------- |
| 100 m   | 238 mm                                               | 100%                                                 | 100%                                                 |
| 500 m   | 217 mm                                               | 100%                                                 | 100%                                                 |
| 1.000 m | 193 mm                                               | 100%                                                 | 89%                                                  |
| 1.500 m | 171 mm                                               | 97%                                                  | 66%                                                  |
| 2.000 m | 153 mm                                               | 89%                                                  | 47%                                                  |
| 2.500 m | n/a                                                  | 78%                                                  | 34%                                                  |
| 3.000 m | n/a                                                  | 66%                                                  | 25%                                                  |